# Санто Стефано ин Ваирано
Санто Стефано ин Ваирано је насеље у Италији у округу Кремона, региону Ломбардија.
Према процени из 2011. у насељу је живело 682 становника. Насеље се налази на надморској висини од 79 м.